# Имперский комиссар по вопросам консолидации германского народа

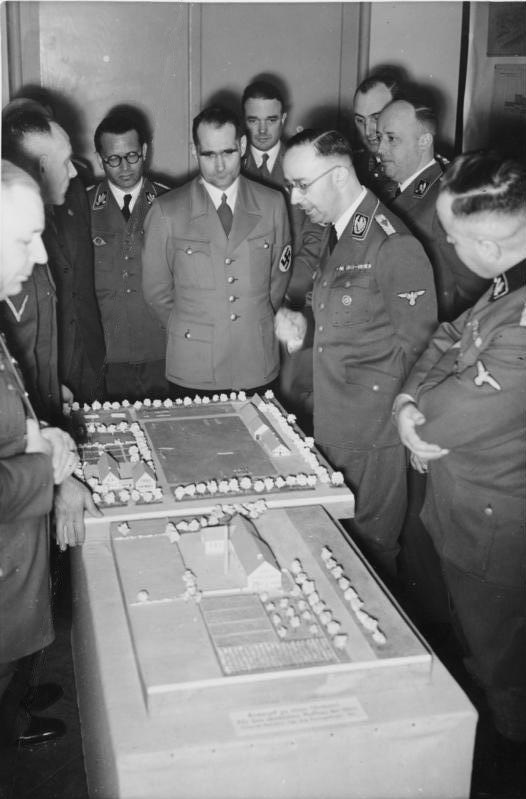
Имперский комиссар по вопросам консолидации германского народа, рейхсфюрер СС Генрих Гиммлер на выставке «Планирование и строительство на Востоке» в Берлине 20 марта 1941 года. На фото слева на право: Герман Рейнеке, Конрад Мейер-Хетлинг, Филипп Боулер, Рудольф Гесс, Генрих Гиммлер, за ним справа Курт Далюге и Ульрих Грейфельт

Имперский комиссар по вопросам консолидации германского народа (нем. Reichskommissar für die Festigung Deutschen Volkstums, сокр. RKFDV), должность в нацистской Германии, отвечавшая за реализацию расовой переселенческой и поселенческой политики нацистского режима. Всё время её существования с 1939 до 1945 года эту должность занимал рейхсфюрер СС Генрих Гиммлер.

## Учреждение должности и задачи
7 октября 1939 года Адольф Гитлер назначил рейхсфюрера СС Генриха Гиммлера имперским комиссаром по вопросам консолидации германского народа. В «Указе фюрера и рейхсканцлера об укреплении немецкого народа» («Erlaß des Führers und Reichskanzlers zur Festigung deutschen Volkstums») от 7 октября 1939 говорилось: «Рейхсфюреру СС вменяется в обязанность по моим директивам:
1. Руководство окончательным возвращением домой в империю имперских немцев и этнических немцев, проживающих за границей;
2. Исключение вредного влияния таких чуждых народу частей населения, которые представляют опасность для империи и немецкой народной общности;
3. Организация новых населённых немцами районов, главным образом, путём создания оседлых поселений возвращающихся домой из-за границы имперских немцев и фольксдойче…»[2].

## Штабное управление имперского комиссара
В соответствии с поставленными задачами на основе созданной в июне 1939 года для переселения южно-тирольских немцев «Службы по переселению и реэмиграции» («Leitstelle für Ein- und Rückwanderung») в середине октября 1939 года Г. Гиммлером была создана «Служба имперского комиссара по вопросам консолидации германского народа» («Dienststelle des Reichskommissars für die Festigung deutschen Volkstums») и Штабное управление имперского комиссара по вопросам консолидации германского народа («Führungsstab des RKFDV»).
В июне 1941 года они были преобразованы в «Главное штабное управление имперского комиссара по вопросам консолидации германского народа» («Stabshauptamt des Reichskomissar für Festigung Deutschen Volkstums; StHA/RKFDF»), получившее в системе СС статус Главного управления. Во главе управления всё время его существования бессменно стоял обергруппенфюрер СС и генерал полиции Ульрих Грейфельт, а руководителем важнейшего отдела — Планового был Конрад Мейер-Хетлинг. Этот отдел, в частности, был главным разработчиком Генерального плана «Ост» по колонизации и освоению немцами захваченных территорий на востоке (в Польше, затем — оккупированных территорий СССР).
Задачей Главного штабного управления У. Грейфельта было общее руководство и координация всех действий различных ведомств СС по выполнению задач, стоявших перед имперским комиссаром по консолидации германского народа.
К таким ведомствам относились главные управления СС:
- Главное управление СС по репатриации этнических немцев (Фольксдойче Миттельштелле) («Volksdeutsche Mittelstelle»; VoMi); руководитель — обергруппенфюрер СС Вернер Лоренц (1937—1945).
- Главное управление СС по делам расы и поселений («SS-Rasse- und Siedlungshauptamt», RuSHA); руководители — группенфюрер СС Гюнтер Панке (1938—1940), обергруппенфюрер СС Отто Гофман (1940—1943), обергруппенфюрер СС Рихард Гильдебрандт (1943—1945).
- Главное управление имперской безопасности («Reichssicherheitshauptamt», RSHA); руководители — обергруппенфюрер СС Рейнхард Гейдрих (1939—1942), обергруппенфюрер СС Эрнст Кальтенбруннер (1943—1945).

## Структура Главного штабного управления имперского комиссара
Первоначально Штабное управление состояло из шести отделов:
- 1-й — Планирование;
- 2-й — Центральная дирекция по людским ресурсам;
- 3-й — Финансовый;
- 4-й — Административный;
- 5-й — Центральное земельное ведомство;
- 6-й — Поселенческий.

После реорганизации, проведенной в июле 1941 года, Главное штабное управление имело следующую структуру:
- Управленческая группа А (Amtsgruppe A), руководитель — оберфюрер СС Рудольф Крейтц:
  - Центральное управление (Amt Z — Zentralamt) (кадры, архив и т. д.);
  - Управление I (Amt I — Umsiedlung und Volkstum) (вопросы поселенческой политики);
  - Управление II (Amt II — Arbeitseinsatz) (труд),
- Управленческая группа В (Amtsgruppe B):
  - Управление III (Amt III — Wirtschaft) (экономические вопросы; позже — вопросы промышленности);
  - Управление IV (Amt IV — Landwirtschaft) (сельское хозяйство);
  - Управление V (Amt V — Finanzverwaltung) (финансы), руководитель — оберфюрер СС Отто Шварценбергер;
- Управленческая группа С (Amtsgruppe C), руководитель — оберфюрер СС Конрад Мейер-Хетлинг:
  - Управление VI (Amt VI — Planung) (планирование), руководитель — оберфюрер СС Конрад Мейер-Хетлинг;
  - Управление VII (Amt VII — Bauten) (строительство);
  - Управление VIII (Amt VIII — Zentralbodenamt) (Центральное земельное ведомство).

Кроме того, Главному штабному управлению РКФДФ непосредственно подчинялись организации, занимавшиеся экономическим обеспечением переселенцев: общество «Немецкая помощь переселению» («Deutsche Umsiedlungs-Treuhand GmbH», DUT), «Переселенческое экономическое общество» («Siedler Wirtschaftsgemeinschaft GmbH», SWG) и «Немецкое поселенческое общество» («Deutsche Ansiedlungsgesellschaft», DAG).
Во время войны ведомство рейхскомиссара по вопросам консолидации германского народа было центральным учреждением по проведению мероприятий по переселению этнических и имперских немцев, изгнанию не-немецкого населения с предназначенных для германской колонизации оккупированных территорий, экспроприации собственности и её распределению среди немецких переселенцев.

## После войны
На проходившем в Нюрнберге с 20 октября 1947 года по 10 марта 1948 года процессе Американского военного трибунала по делу расовых учреждений СС среди подсудимых были руководящие сотрудники Главного штабного управления имперского комиссара по вопросам консолидации германского народа. В соответствии с вынесенным 10 марта 1948 года приговором Ульрих Грейфельт получил пожизненное тюремное заключение, Рудольф Крейтц был приговорён к 15 годам тюремного заключения, Конрад Мейер-Хетлинг и Отто Шварценбергер приговорёны к 2 годам и 10 месяцам тюрьмы, но были освобождены с учётом срока, проведённого в заключении.